# 铜匠亚历山大
铜匠亚历山大（希腊语：Ἀλέбаνδρος ὁ χαλκεὺς）是新约中的人物，保罗在提摩太后书中提到，“铜匠亚历山大多多地害我，主必照他所行的报应他。 ”
一些学者将他视为使徒行传19:33 中的亚历山大、提摩太前书1:20的亚历山大（保罗把他与许米乃一起“交给撒但，使他们受责罚，就不再诽谤了”），或两者兼而有之。然而，其他人则建议他被称为“铜匠”，以便将他与其他同名的人区分开来。 